# Kapucijnenklooster (Meersel-Dreef)

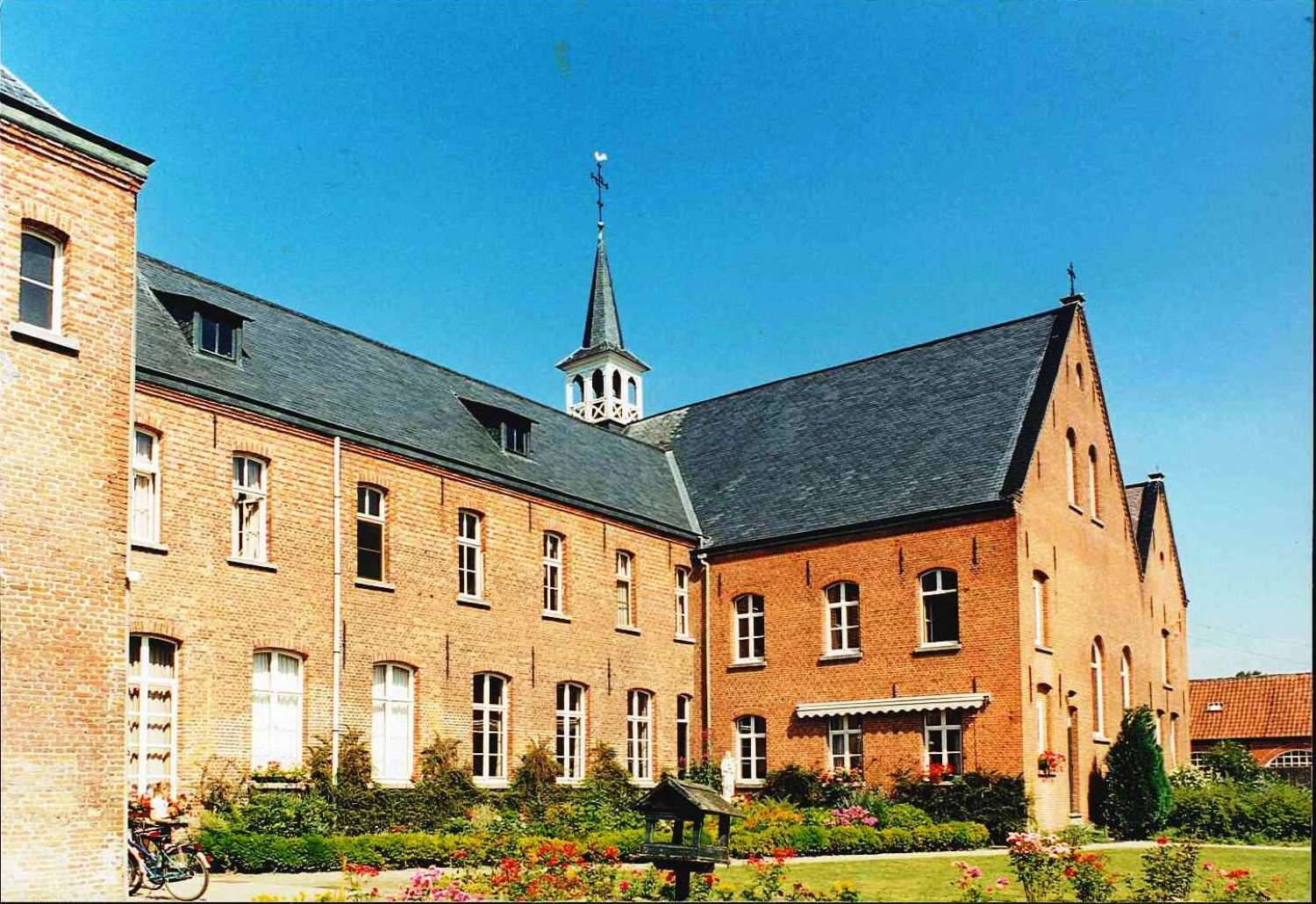
Kapucijnenklooster

Het Kapucijnenklooster is een klooster in de tot de Antwerpse gemeente Hoogstraten behorende plaats Meersel-Dreef, gelegen aan Dreef 38-40.

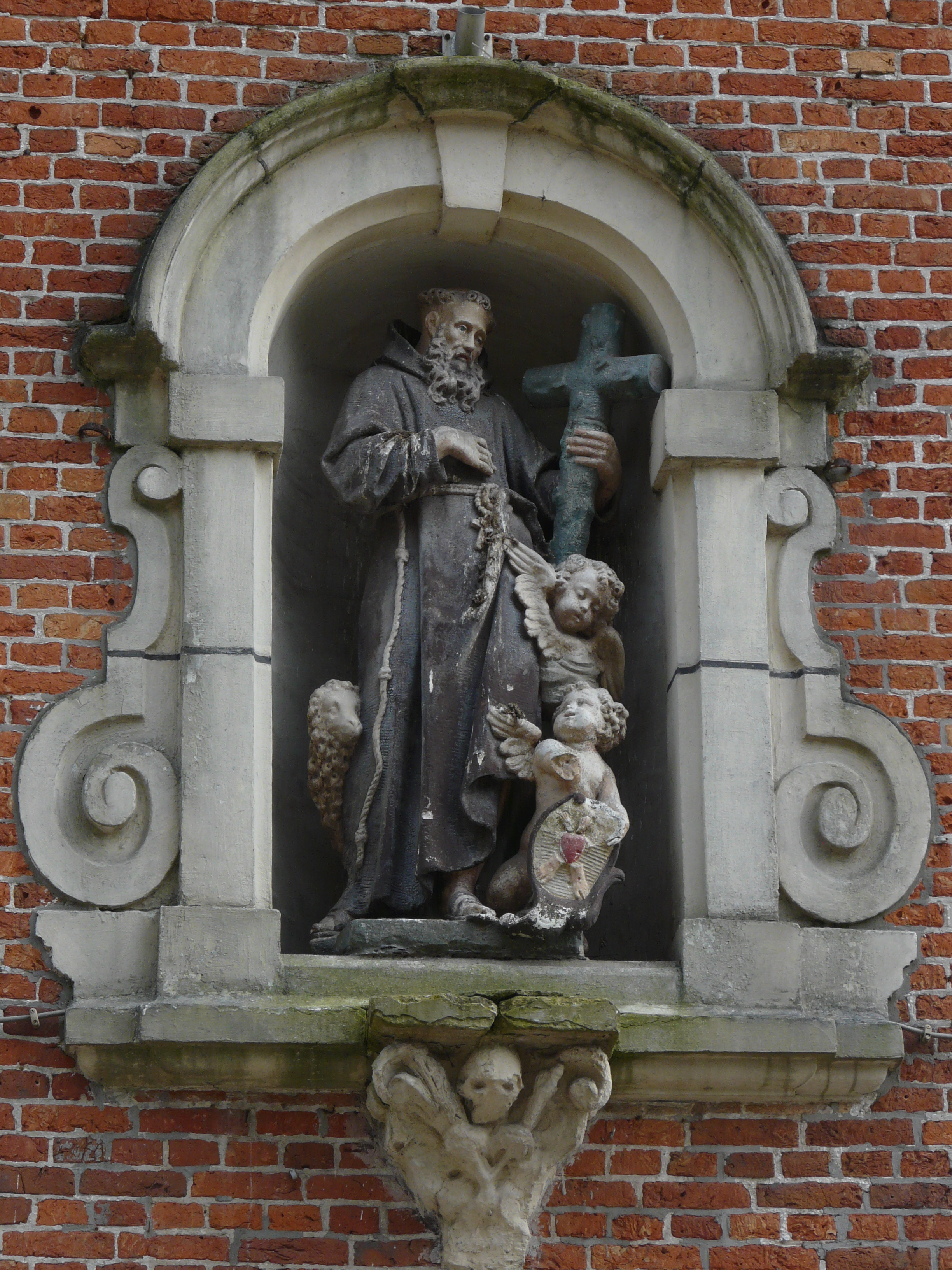
Detail uit de voorgevel van het klooster

## Geschiedenis
Het kapucijnenklooster werd gesticht in 1686 met als doel om de katholieken in de Republiek der Zeven Verenigde Nederlanden, met name die in Breda en omgeving, de gelegenheid te bieden om, net over de grens in de Spaanse Nederlanden, hun godsdienst uit te oefenen. Met name Jan de Wyse en Petronella Bernagie werden als stichters van het klooster bekend.
In 1687 kwamen de eerste paters, maar in 1797 werd het klooster opgeheven en werden de monniken verdreven. Weliswaar konden ze in 1801 terugkeren, maar de orde stierf uit en werd in 1804 opgeheven.
Het klooster kreeg verschillende bestemmingen. In 1830 legerde het Légion Belge-Parisienne in de gebouwen, en in 1838-1846 was het in bezit genomen door de trappisten.
In 1864 kregen de kapucijnen hun klooster terug. Ze verleenden pastorale zorg in Meersel-Dreef, maar ook in de Nederlandse plaatsen Galder en Strijbeek.
Tijdens de Tweede Wereldoorlog werden de kloostergebouwen tijdelijk bezet door Duitse, later Engelse, soldaten. In 1968 werd de kloosterkerk een zelfstandige kapelanij. Sinds 1987 wordt een deel van de gebouwen door een maatschappelijke instelling gebruikt, omdat het aantal paters sterk afnam.

## Bouwgeschiedenis
In 1687 konden de paters in de nieuwe gebouwen trekken. In 1688 werd de kloosterkerk ingezegend. Uitbreiding van het klooster vond plaats in het 2e kwart van de 18e eeuw. In 1733 werd de kerk vergroot. In 1736-1740 werd de kerk verder uitgebreid, evenals het klooster.
In 1852 werden werkplaatsen bijgebouwd en in 1888-1889 kreeg de kerk een noordelijke zijbeuk. In 1905 en in 1929-1930 vonden nog vergrotingen en verbouwingen plaats.

## Gebouw

### Kerk
De kerk heeft een kern uit het 2e kwart van de 18e eeuw en werd sterk gewijzigd in het 4e kwart van de 19e eeuw. Het is een georiënteerde driebeukige kerk met vlak afgesloten koor. Er is een opengewerkte dakruiter. De kerk en het interieur ervan zijn vrij sober. De kerk bezit een houten Onze-Lieve-Vrouwebeeldje uit het 1e kwart van de 17e eeuw, mogelijk gesneden uit een eik die in 1602 door de bliksem was getroffen. Het kerkmeubilair is overwegend neogotisch.

### Klooster
Het klooster bestaat uit drie om een binnenplaats met kloostergang gegroepeerde vleugels. Het bevindt zich ten zuiden van de kerk, welke de noordelijke vleugel vormt. De zuidelijke vleugel is het oudste en dateert van ongeveer 1700. De westelijke vleugel is van het 2e kwart van de 18e eeuw. In de zuidelijke vleugel zijn nog enkele van de oudste kloostercellen te vinden evenals enkele andere authentieke onderdelen.

### Bijgebouwen
Er is een langsschuur waarbinnen zich ook een bakoven bevindt. Ook is er een lang werkplaatsgebouw dat misschien ooit als brouwerij heeft gefungeerd. Ten slotte is er nog een poortgebouwtje.